# Płowki
Płowki (do 2012 Stare Płowki) – wieś w Polsce położona w województwie kujawsko-pomorskim, w powiecie radziejowskim, w gminie Radziejów.
W latach 1975–1998 miejscowość administracyjnie należała do województwa włocławskiego. 1 stycznia 2012 nastąpiła zmiana nazwy wsi ze Stare Płowki na Płowki.